# Hernán Alzamora (atleta)
Julio Hernán Alzamora García (Chincha Alta, 12 de abril de 1927 - Lima, 19 de febrero de 2018) fue un deportista peruano en competencias de Atletismo. Su mayor logro fue la medalla de plata en el Decatlón masculino de los primeros Juegos Panamericanos de 1951, realizados en Buenos Aires, Argentina. Lleg̟ó a ser presidente de la Federación Peruana de Atletismo en 1970.
Alzamora egresó como alférez de la Guardia Civil y llegó al grado de General de dicha institución policial del Perú. Representó al Perú en juegos panamericanos, bolivarianos y campeonatos sudamericanos de atletismo. Entre sus diversos logros deportivos, destaca su participación en los Juegos Olímpicos de Londres 1948 en la prueba de los 110 metros con vallas donde ocupó el cuarto lugar en la sexta serie. Su mejor marca personal fue de 14,8 s en los 100 metros vallas, conseguido en 1948.

## Palmarés internacional
| Juegos Panamericanos    | Juegos Panamericanos | Juegos Panamericanos | Juegos Panamericanos | Juegos Panamericanos |
| Buenos Aires 1951       | Buenos Aires 1951    | Buenos Aires 1951    | Buenos Aires 1951    | Buenos Aires 1951    |
| Medalla                 | Evento               | Prueba               | Resultado            | Puntos               |
| ----------------------- | -------------------- | -------------------- | -------------------- | -------------------- |
| Medalla de plata        | Decatlón masculino   | 100 m                | 11,6 s               | 686                  |
|                         |                      | Salto de longitud    | 6,36 m               | 641                  |
| Lanzamiento de peso     | 11,16 m              | 545                  |                      |                      |
| Salto de altura         | 1,80 m               | 783                  |                      |                      |
| 400 m                   | 52,8 s               | 725                  |                      |                      |
| 110 m vallas            | 15,2 s               | 869                  |                      |                      |
| Lanzamiento de disco    | 31,11 m              | 647                  |                      |                      |
| 1500 m                  | 4 m:56,4 s           | 435                  |                      |                      |
| Salto con pértiga       | 2,80 m               | 431                  |                      |                      |
| Lanzamiento de jabalina | 42,23 m              | 451                  |                      |                      |
|                         | Total                | 6063                 |                      |                      |

| Juegos Bolivarianos | Juegos Bolivarianos | Juegos Bolivarianos |
| Lima 1947-1948      | Lima 1947-1948      | Lima 1947-1948      |
| Medalla             | Prueba              | Nota                |
| ------------------- | ------------------- | ------------------- |
| Medalla de oro      | 110 m vallas        | 15,4 s              |
| Caracas 1951        |                     |                     |
| Medalla de plata    | 110 m vallas        | 15,5 s              |
| Medalla de plata    | Pentatlón           | 2742 pts.           |

| Campeonato Sudamericano de Atletismo | Campeonato Sudamericano de Atletismo | Campeonato Sudamericano de Atletismo |
| Buenos Aires 1952                    | Buenos Aires 1952                    | Buenos Aires 1952                    |
| Medalla                              | Prueba                               | Nota                                 |
| ------------------------------------ | ------------------------------------ | ------------------------------------ |
| Medalla de plata                     | Decatlón                             | 5849 pts.                            |